# Oxylepus deflexicollis
Oxylepus deflexicollis es una especie de insecto coleóptero de la familia Chrysomelidae.
Fue descrita científicamente en 1862 por Boheman.